# ロンドン交通博物館
ロンドン交通博物館 (英語: London Transport Museum) は、イギリス、ロンドンにある交通博物館である。鉄道車両やバス、交通に関する資料などが収集・展示されている。

## 概要
ロンドン交通博物館はアクトンに車庫を保有しており、市内中心部にある博物館本館では展示できない道路運送車両、鉄道車両、街路表示、広告などが収蔵されている。アクトン車庫は年数回一般公開されるほか、保存車両がメトロポリタン線で運転されることもある。2007年秋にリニューアル・オープンされ、ガラス張りの先進的なデザインとなった他、電子タッチパネルによる展示物の説明など、入場者に配慮をした工夫がなされた。
ロンドン交通博物館またはLT Museumはコヴェントガーデン、ロンドンを土台にした、ブリテンの首都における輸送遺産を保全し、説明することを目的とする。博物館の展示物の大半は2000年に設立されたロンドン交通局コレクションに起源し、博物館の送金は、市内の交通機関のすべての側面をカバーするために拡大してきた。
博物館はロンドン市内に2つの拠点を持つ。コヴェントガーデンの主な拠点はその親機関の名前を使用し、時には「コヴェントガーデン」のサフィックス、そして公的に毎日開館し、最近の2年間の改修の後にリニューアルオープンした。別の拠点はアクトンにあり、「ロンドン交通博物館車庫」として知られ、主に年間を通じて定期的に訪問者の日に開いている保管拠点である。
博物館はロンドン地域交通局がカバーする範囲を超えたために簡潔に「ロンドンの交通博物館」と改名され、それはコヴェントガーデン拠点の再開と一致する2007年に前の名前に戻った。
ロンドン交通博物館は英国法の下で登録慈善行為として認証されている。

## コヴェントガーデンの博物館

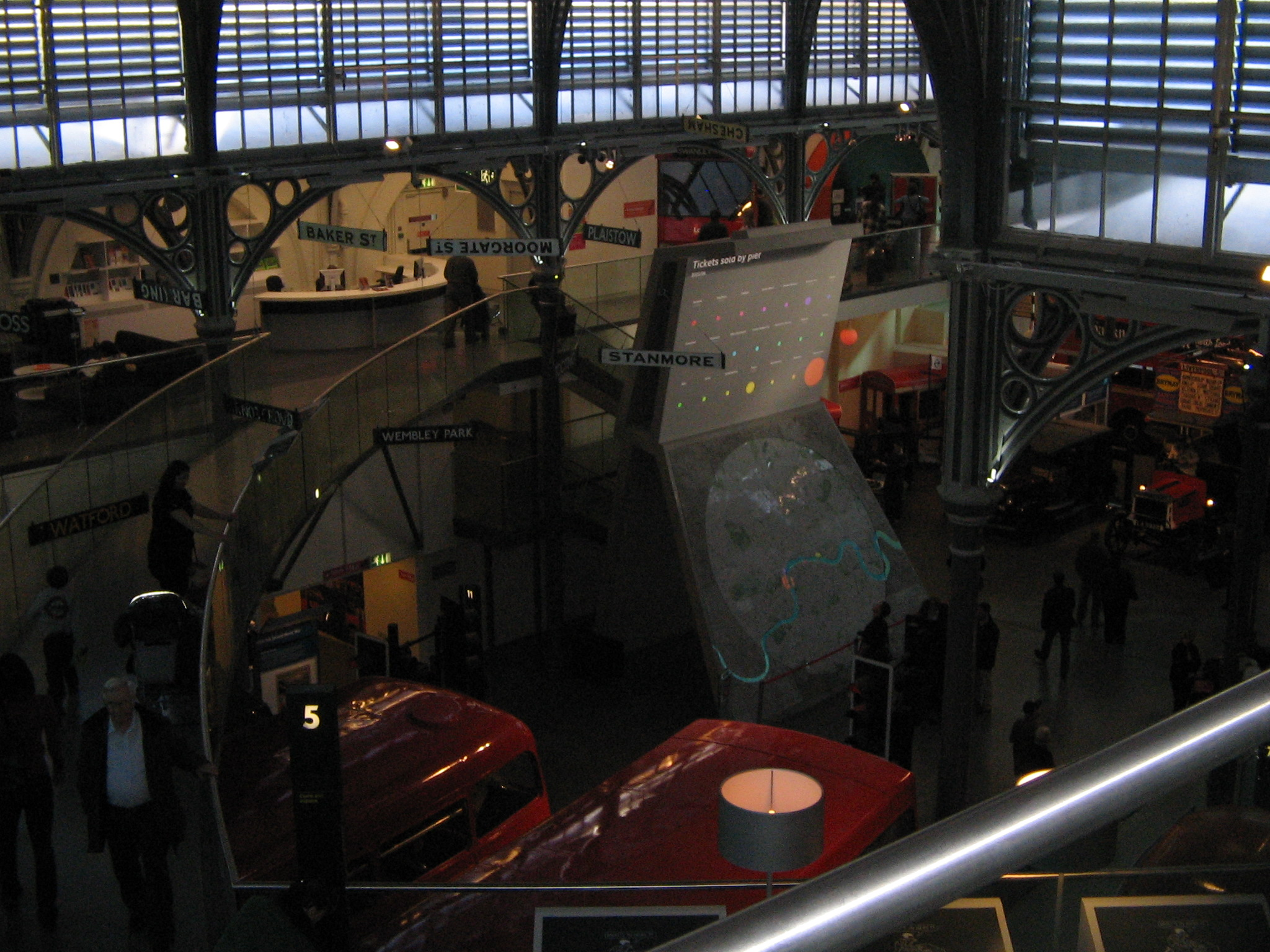
ロンドン交通博物館の内装

博物館の主な施設はヴィクトリア朝建築の鉄とガラスの建物で、もともとはコヴェントガーデンの野菜、果物そして花の市場として建てられた。それは、William Rogersによって、1971年に専用の花市場として設計され Russell Street、Tavistock Street、Wellington Streetと以前の市場区画の東隣に位置する。市場は1971年に引っ越し、建物は1980年にロンドン交通博物館が最初に借り受けた。それはクラパムの英国交通博物館の一部を形成していた前に、1973年から、それまでの収蔵物はサイオン・パークに所在していた。
公共交通機関のすべての形態を管理する交通局の大きな付託を包含するように、ディスプレイコレクションの展開を可能にするため、エイブリー・アソシエイツの建築家en:Bryan Averyによって設計された 主要2200万ポンドの改修につき、博物館は2005年9月4日に閉鎖された。強化された教育施設も必要とされた。博物館は2007年11月22日に再オープンした。
コヴェントガーデン屋根付き回廊から博物館への入口は、広場の多くの観光スポットの中にある。博物館にはコヴェント・ガーデン駅とチャリング・クロス駅から歩いていける距離にある。

## アクトンの車庫

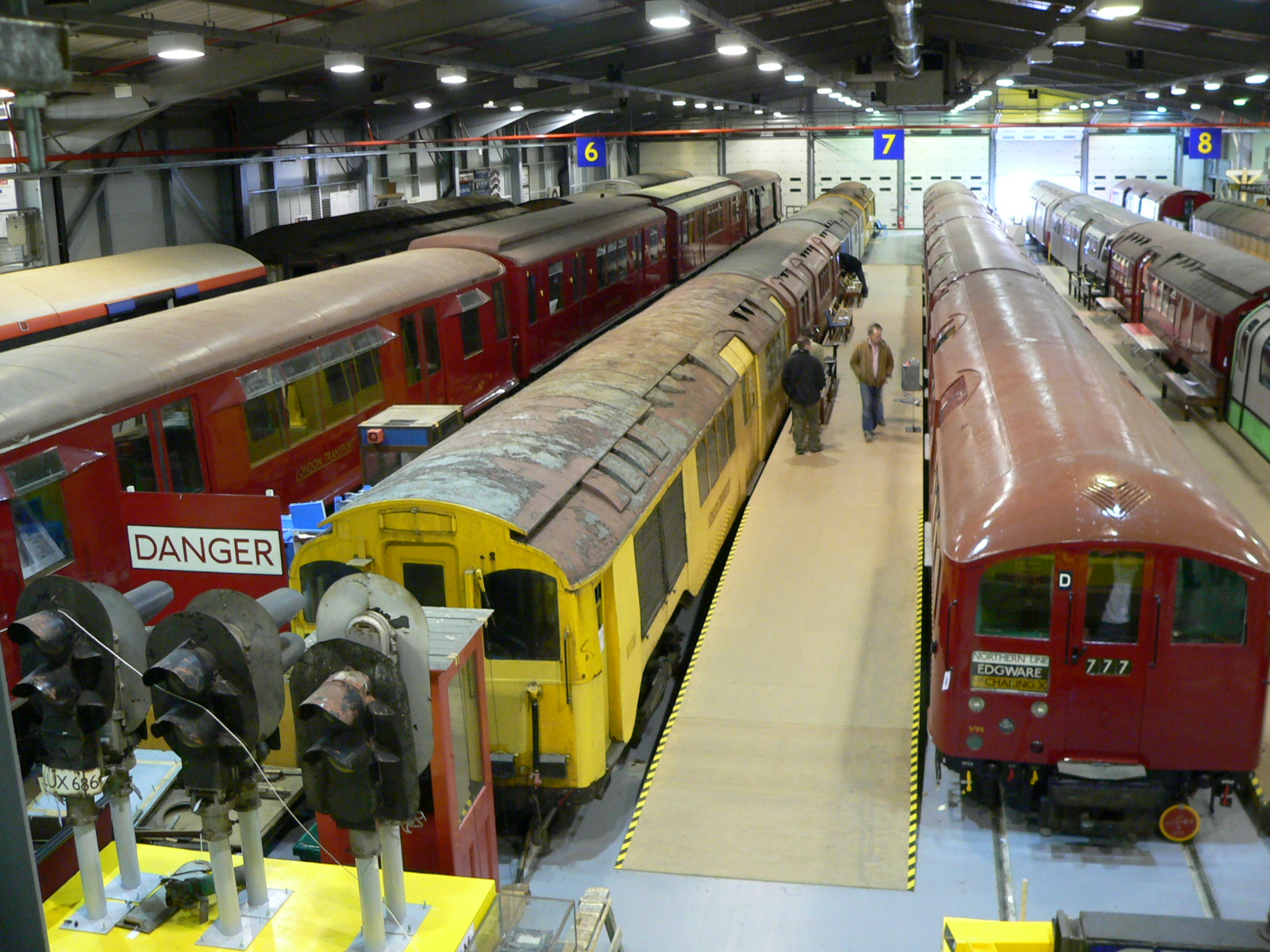
博物館車庫内にあるロンドン地下鉄の様々な車両

博物館車庫は西ロンドンのアクトンにあり、1999年10月にオープンした。車庫はコヴェントガーデンにあるメインの博物館に展示されていない美術館のコレクションの大部分を保持し、ここは博物館の学芸員や修復家のための拠点であり、主設備内に収容するには大きすぎる所蔵品の展示のために使用される。
車庫は6000平方メートルの安全な保管場所を提供し、環境的に制御された条件の家屋と、すべてのタイプの37万点以上のアイテム、技術に使用される多くのオリジナル作品のポスター、標章、模型、写真、設計図とユニフォームが美術館のコレクションに含まれる。建物は道路アクセスとロンドン地下鉄への鉄道接続ネットワークの間にあり、数々のバス、路面電車、トロリーバス、鉄道車両と他の車両がかなり保管・展示されている。
車庫は通常は公開されていないが、しかし、訪問者を受け入れるために、チケット発売所、ミュージアムショップと他の訪問者設備が完備されている。公開は特別なイベントであり、通常は年に2,3回、テーマを定めた週末に公開される。車庫はアクトン・タウン駅から楽に歩いていける距離にある。

## コレクション

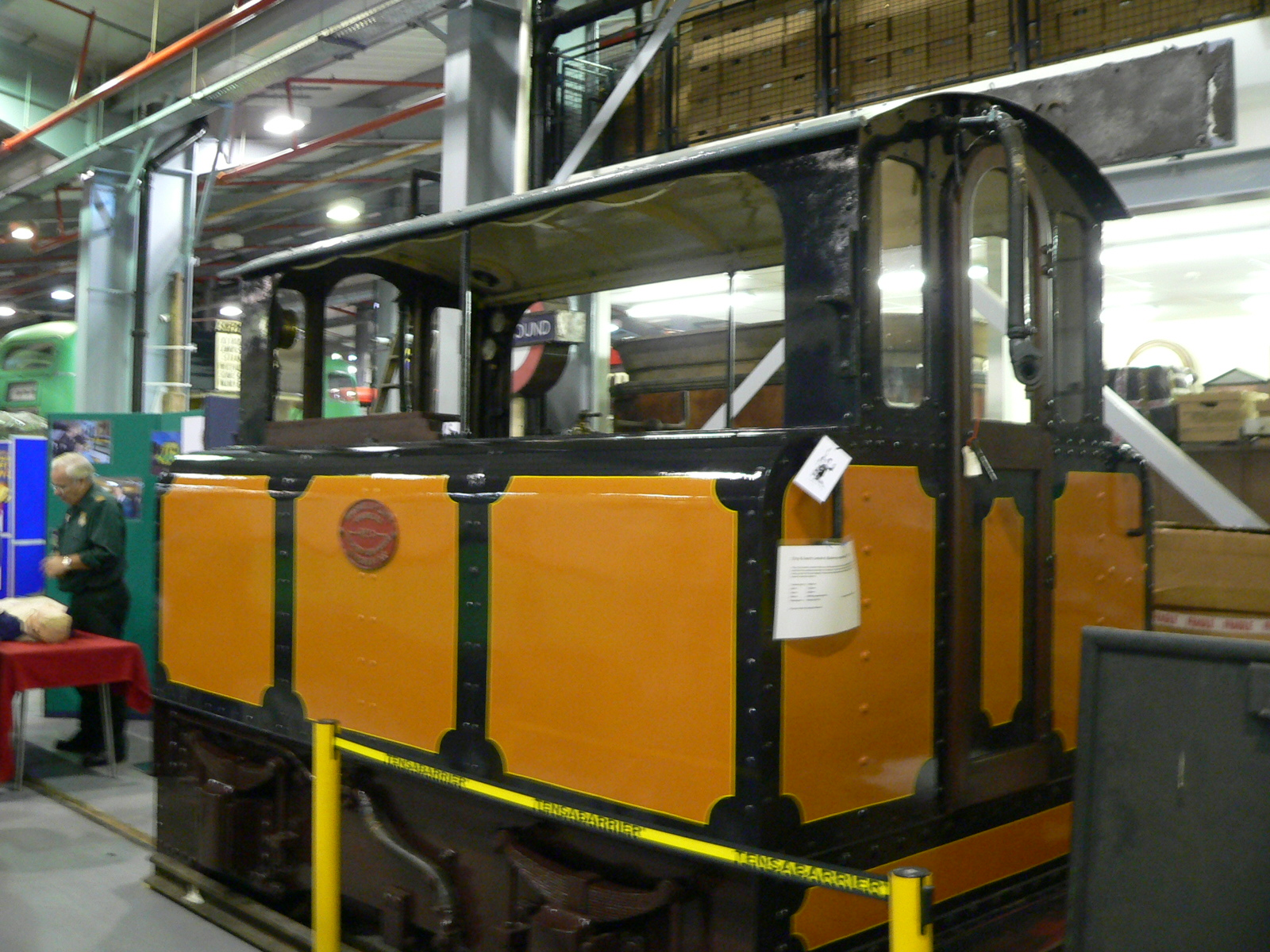
シティ・アンド・サウス・ロンドン鉄道の機関車13号

収蔵品の最初のパートは20世紀の初めにまとめてロンドン・ゼネラル・オムニバス (LGOC)によりサービスから引退したバスの保存車から始まる。LGOCの後はロンドン電気鉄道 (LER)コレクションは、鉄道車両を含むように拡張した。LERは1930年代にロンドン旅客運輸公社の一部となった後にそれが拡大し続け、組織は、交通局、ロンドンの現在のトランスポートオーソリティまでの様々な後継機関を通過した。
コレクションには、何軒かの住宅があった。これは、クラパムハイストリート（現在はスーパーマーケット）での使われなくなった路面電車車庫で1963年から1972年まで英国交通博物館の一部として収容され、のちにブレントフォードのサイオン・パークで1973年から1977年まで、1980年にコヴェントガーデンに移設されるまで展示された。 他の出品物のほとんどはヨークのイギリス国立鉄道博物館の形成のために1975年に移動された。
コヴェントガーデンの建物には、19世紀から20世紀にかけてのバス、路面電車、トロリーバスそして鉄道車両だけでなく、工芸品、旅客サービスや開発のトランスポートネットワークが都市とその住民に与えてきたことの影響の運営・マーケティングに関する展示が多数展示されている。
アクトン車庫で開催される大規模展示には、ロンドン地下鉄の完全な1938形電車と最初のサブ表面と最初の深いレベルのラインからだけでなく、早い機関車がある。

## ミュージアムショップ
ミュージアムショップはコヴェントガーデンとオンラインで、幅広い領域の再生産ポスター、模型、ギフトそして記念品を販売している。 販売からの利益は美術館の活動を支援している。2012年から、博物館提供のメトロポリタン線列車ラゲッジラックを販売している。

## ギャラリー

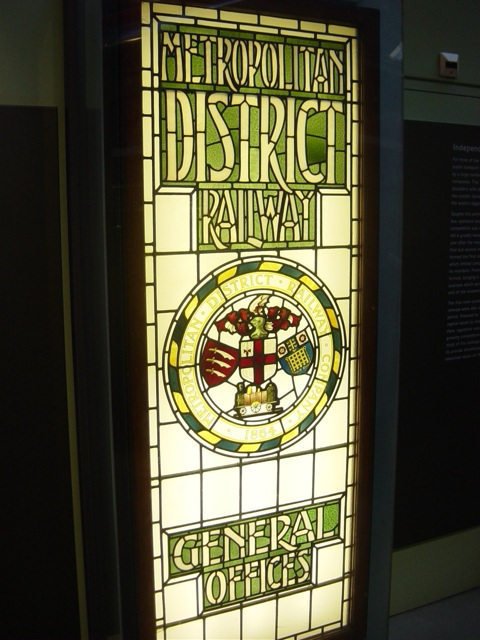
ステンドグラスのドア
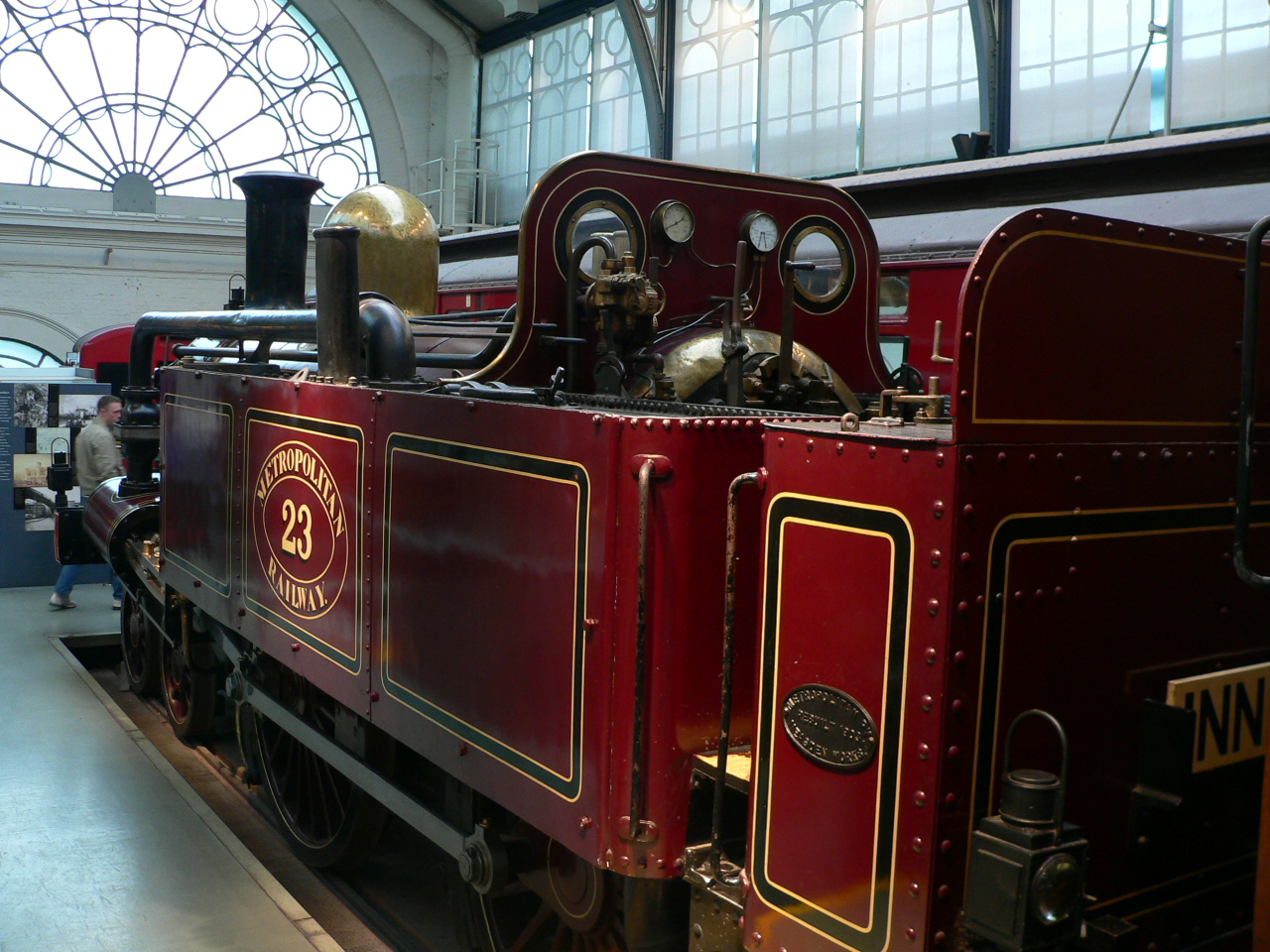
メトロポリタン鉄道23号機、世界最初の地下鉄を走った機関車で唯一現存するもの。コヴェントガーデンにて保存。
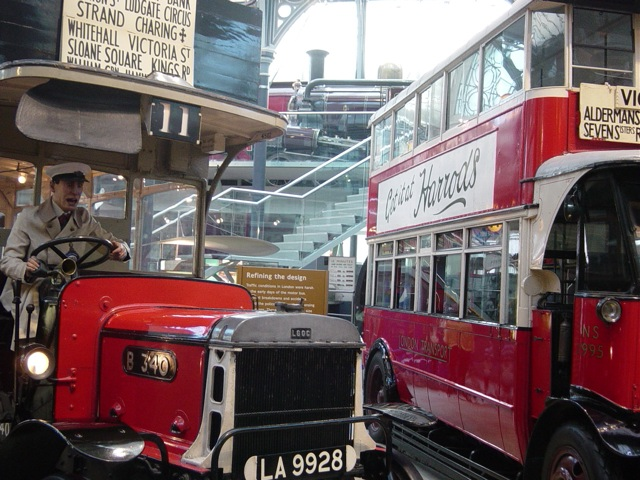
象徴的なロンドンのバス
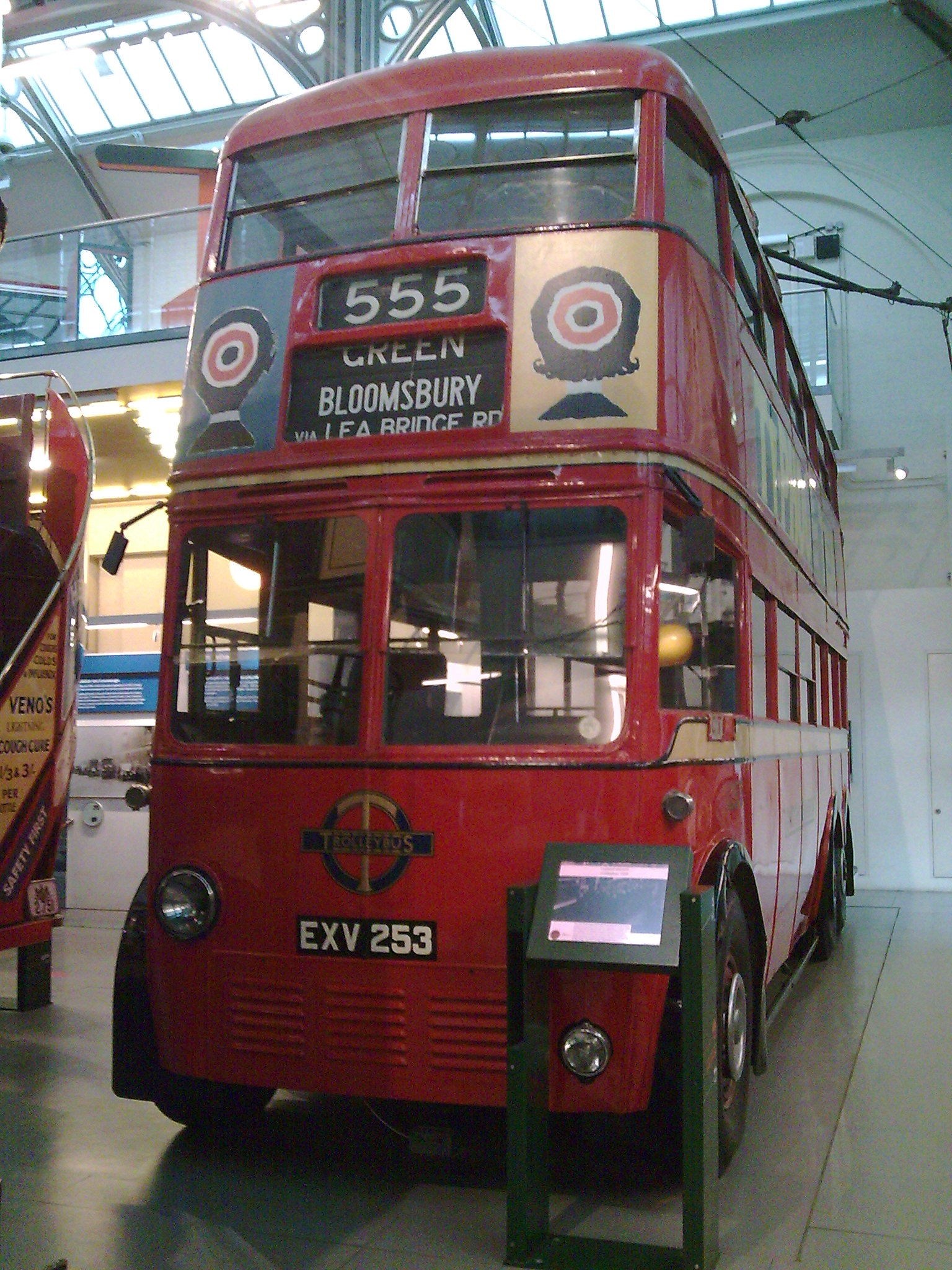
2階建てトロリーバス
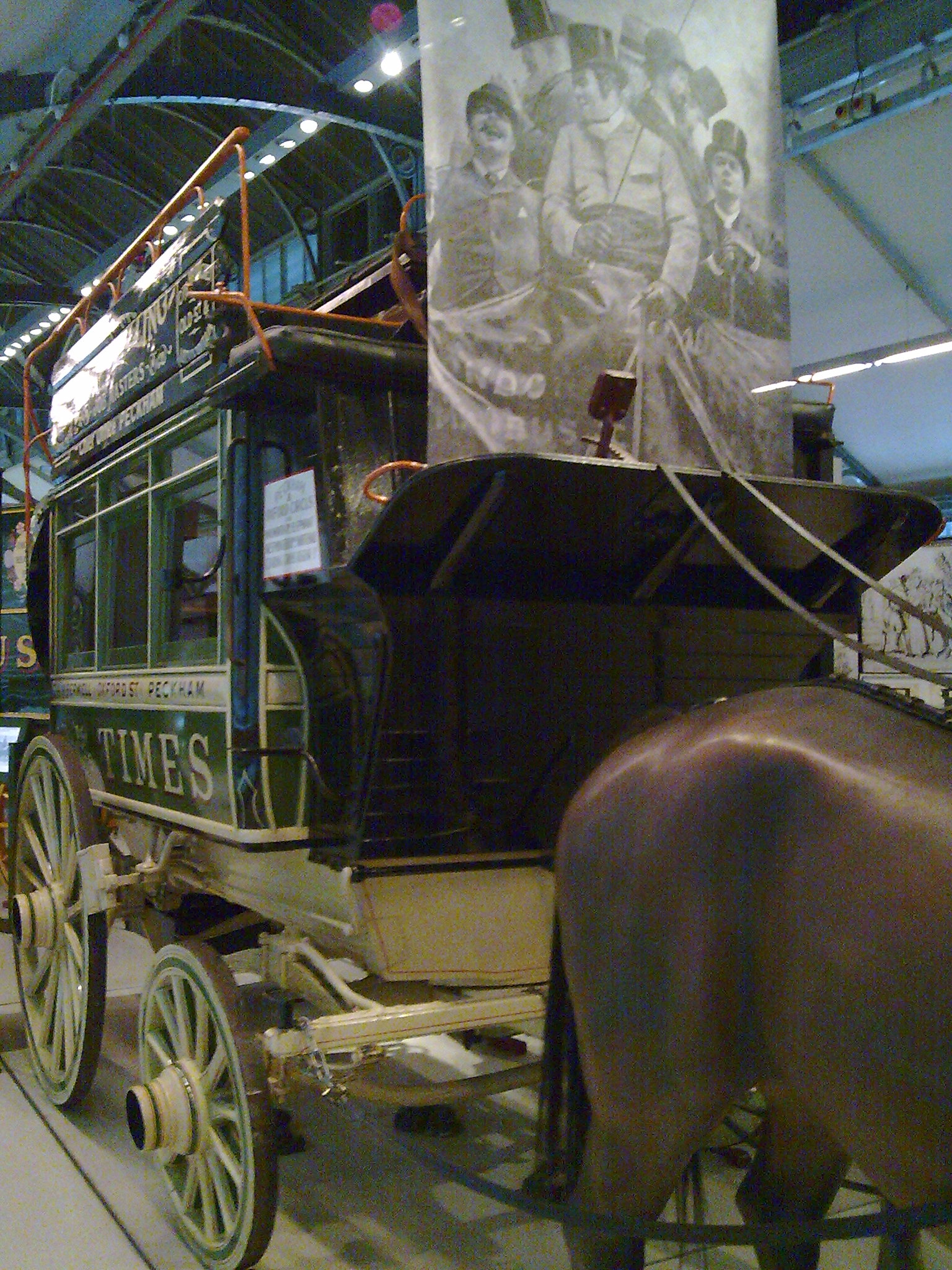
2階建て客車
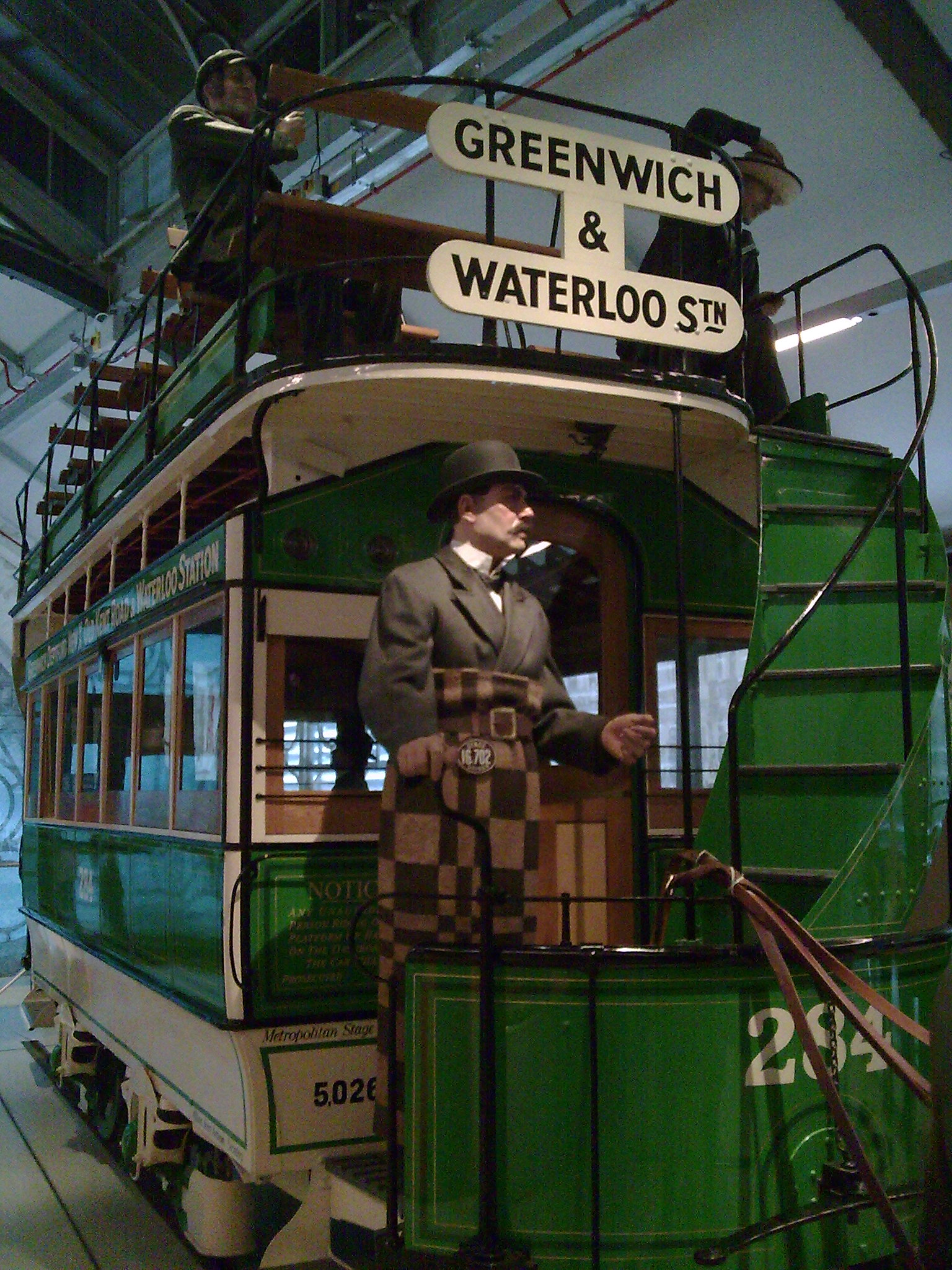
2階建て馬引き路面馬車
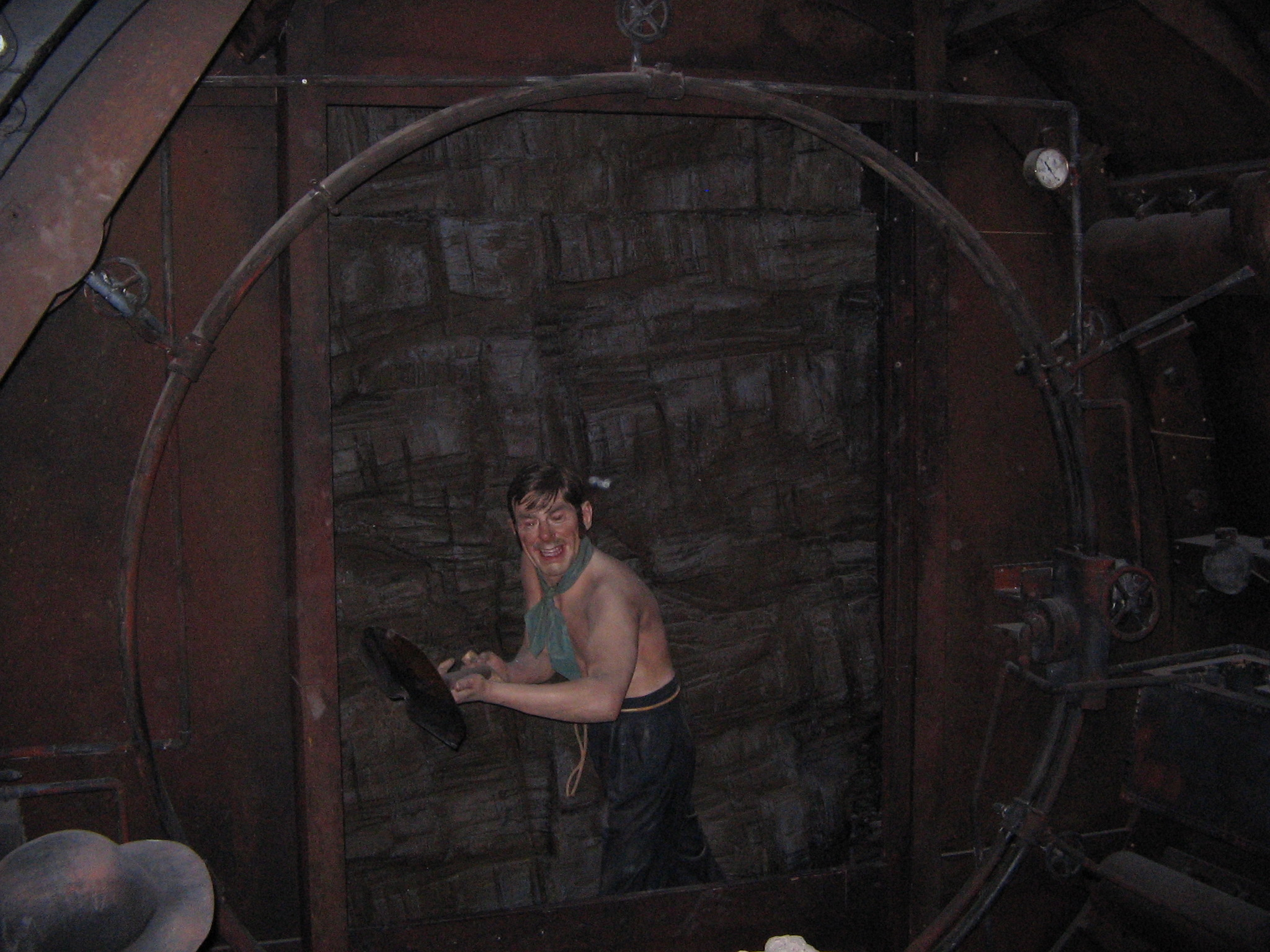
シティ・アンド・サウス・ロンドン鉄道の人力トンネル掘削の描写
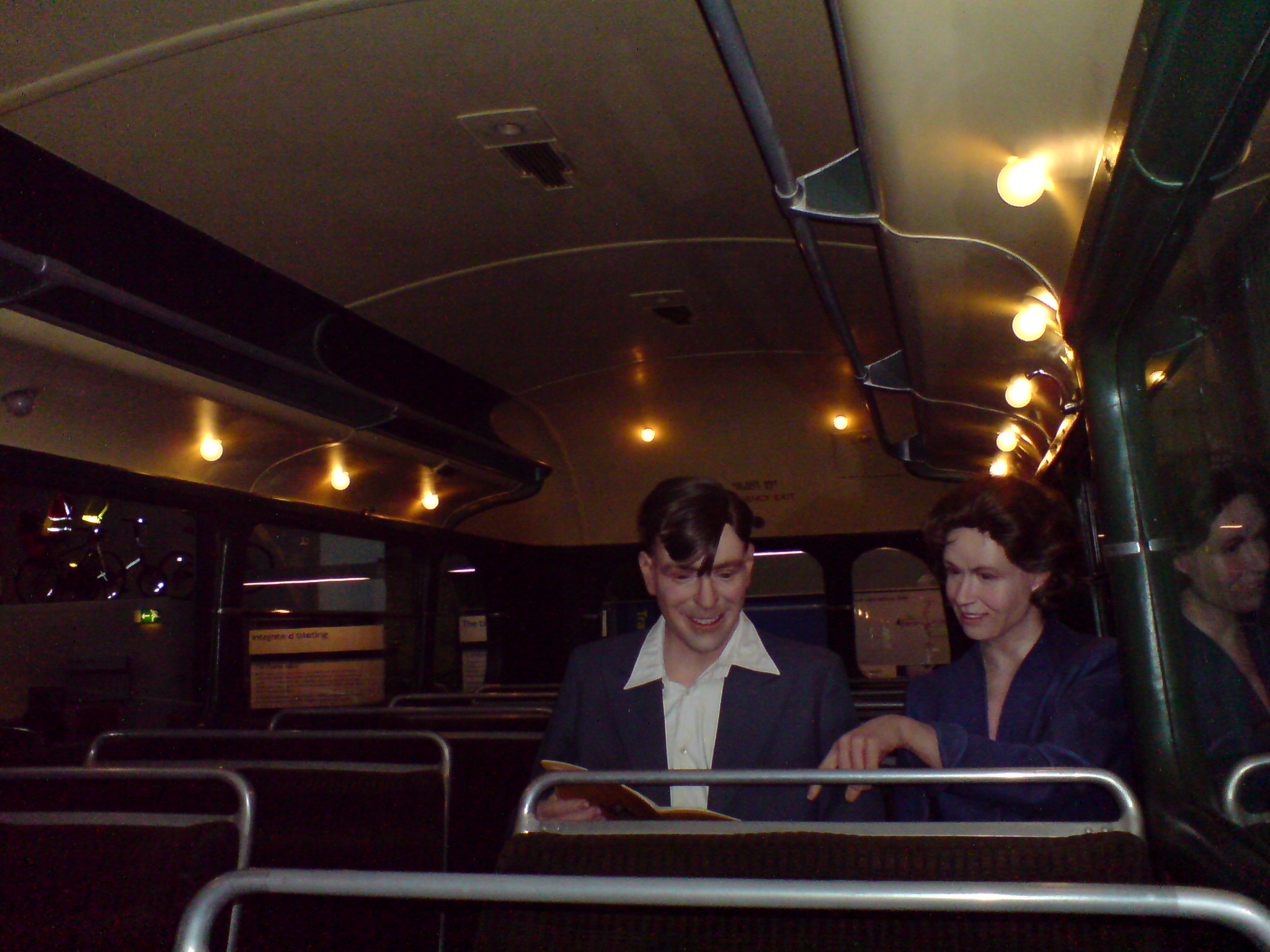
バス上層部の別のマネキン

## 沿革
- 1980年 開館。
- 2007年 内部・外部ともに大規模なリニューアル工事が行われた

## アクセス
バス
- ロンドンバスの路線はルートRV1コヴェント・ガーデンバス停、4番、11番、15番、23番、26番、76番、172番、243番、341番オールドウィッチバス停が最寄りのバス停である。

電車
- 地下鉄ピカデリー線コヴェント・ガーデン駅から徒歩約5分、ベーカールー線、ノーザン線チャリング・クロス駅から徒歩5分。